# Radniční věž (Krakov)
Radniční věž v Krakově (polsky Wieża ratuszowa) je gotická věž z 14. století, která leží na Krakovském rynku. Je pozůstatkem někdejší radnice zbořené v roce 1820. Věž je vysoká 70 metrů .

## Historie
Radnice byla postavena na přelomu 13. a 14. století v gotickém slohu. První zmínka o radnici pochází z roku 1313, zmínka o věži z roku 1383. Součástí komplexu byla kromě radnice a věže také městská sýpka.
Radniční věž byla vybudována na čtvercovém půdorysu z kamenných bloků a cihel. Tři stěny byly ozdobeny kamenným obkladem dokončeným v roce 1444 (slepá kružba). Po dokončení těchto prací byla věž mnohem zdobnější než je tomu dnes, neboť se nedochovala kamenická výzdoba (poupata, kraby, sošky, baldachýny atd.). Důvodem, proč není severní stěna věže ozdobená, je ten, že z této strany stála až do poloviny 19. století budova radnice. Současný vchod do věže vedl tehdy z nádvoří. Na tomto portálu se zachovaly znaky Rzeczypospolity a Krakova.

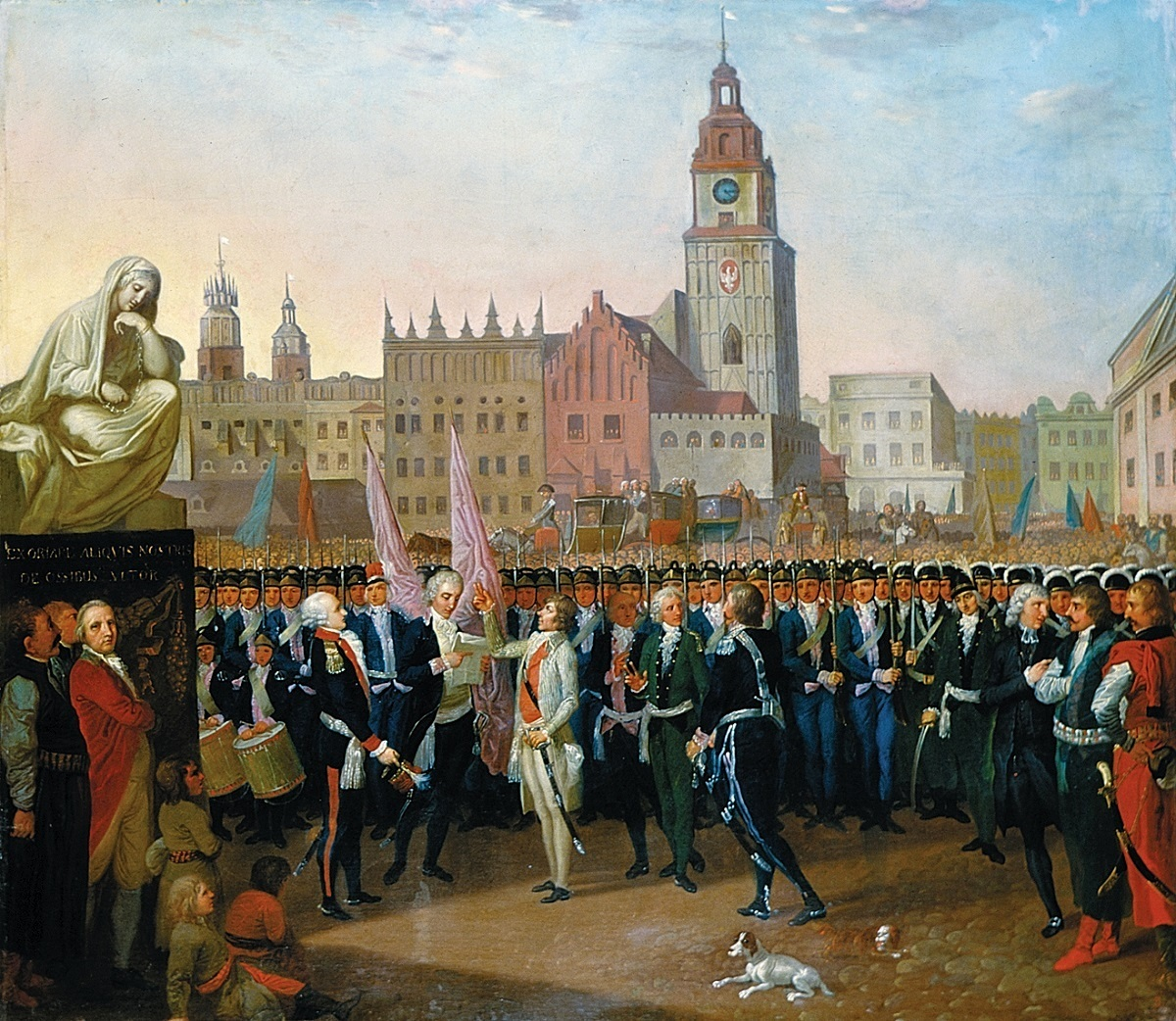
Radniční věž s ještě stojící radnicí na obraze Franciszka Smuglewicze z roku 1797

Původně byla věž zakončená gotickou helmicí. Ta však dvakrát vyhořela, nejprve v roce 1556 a později v roce 1680. Následnou přestavbu provedl Piotr Beber. Věž byla tehdy zvýšena o 6 metrů a zakončena novou barokní helmicí. V roce 1702 již byla helmice opět ve špatném technickém stavu. Nová helmice, která již vydržela až do dnešních dní, byla postavena letech 1783–1784.
Radnice přiléhající k věži byla kvůli špatnému technickému stavu rozebrána v letech 1817–1820.
Poslední rekonstrukce proběhla v letech 1961–1965, při níž byly chybně zrekonstruovány arkýře v prvním patře. Před schody byly umístěny dva klasicistní kamenní lvi.
Pod radnicí a částí dnešního náměstí se dochovaly rozlehlé sklepní prostory, které byly dříve využívány mj. i jako mučírna (dochované mučící nástroje jsou dnes k vidění v domě Jana Matejki na Floriánské ulici).